# Червень 2010
Червень — шостий місяць 2010 року, що почався у вівторок 1 червня і закінчився в середу 30 червня. 
- 1 червня
  - У віці 77 років помер російський поет Андрій Вознесенський[1][2]

- 2 червня
  - Таліби атакували раду старійшин Афганістану[3][4]

- 3 червня
  - Верховна Рада України ухвалила закон «Про засади внутрішньої та зовнішньої політики», за яким запропоновано відмовитись від інтеграції в NATO та визнати пріоритетом зовнішньої політики інтеграцію в ЄС[5][6]

- 9 червня
  - У Нідерландах відбулись позачергові парламентські вибори[7][8]

- 11 червня
  - Початок міжетнічної кризи в Киргизстані.

- 13 червня
  - Позачергові парламентські вибори у Бельгії

- 15 червня
  - У Великій Британії розслідування встановило, що дії британських солдатів, які 30 січня 1972 року стріляли в демонстрацію ірландських католиків, були невиправданими. Прем'єр-міністр Девід Камерон офіційно оприлюднив результати розслідування подій кривавої неділі і попросив вибачення в родичів жертв від імені держави

- 17 червня
  - Парламент Швеції ухвалив рішення про зняття введеного 30 років тому мораторію на будівництво в країні нових ядерних реакторів

- 20 червня
  - На президентських виборах у Колумбії переміг кандидат від керівної партії Соціальної національної єдності та ексміністр оборони країни Хуан Мануель Сантос